# Yrsel
Yrsel är ett symptom som beror på att inkommande signaler från balanssystemet inte matchar dem som hjärnan förväntar sig. Ibland blir symptomen så uttalade att även illamående uppstår och man kan få svårigheter att gå rakt. 
Yrsel uppkommer när det uppstår en konflikt mellan de sinnesintryck som hjärnan mottar från syn, muskelsinne och inneröronens balansorgan beträffande huvudets och kroppens läge och rörelse. Förmågan att medvetet uppleva att bearbetad information är felaktig, oväntad eller opålitlig framkallar känslan av yrsel. 
Upplevelsen av yrsel kan vara ett skrämmande tillstånd. Yrsel ger ofta psykiska komplikationer, en existentiell överlevnadsångest. Orsaken till detta är att balanssystemet är sammankopplat med hjärnans ångestsystem. 
Analys av ofrivilliga ögonrörelser, så kallad nystagmus, är ett av flera verktyg för att förstå sjukdomstillstånd med rubbade balansimpulser i balansorganen och i det centrala balanssystemet.

## Förekomst
Yrsel är vanligt och en del av mänsklig tillvaro. I amerikanska undersökningar beskrivs ”dizziness” som den tredje vanligaste sökorsaken i sjukvården (Kroenke 1989). Bara trötthet och värk är vanligare. En svensk avhandling uppger att var tredje kvinna och var sjunde man i yrkesverksam ålder lider av ”yrsel” i varierande grad (Mendel 2007). Livstidsprevalensen att drabbas av yrsel på grund av en störning i balansorganen är 10 procent (Neuhauser 2005).

## Orsaker
Det finns många orsaker till yrsel, däribland hjärt- och kärlsjukdom, skallskada, neurologiska sjukdomar, ångest, migrän, lägesyrsel ("kristallsjukan"), hypertoni (högt blodtryck), hypotoni (lågt blodtryck) och medicinbiverkningar.
Flera internationella studier talar för att minst hälften (50 procent) av alla yrseltillstånd beror på störningar i balansorganen (Kroenke 2000). Minst 25 procent av all yrsel beror enligt samma studie på psykiska störningar. Ytterligare 25 procent beror på "övrigt", till exempel läkemedelsbiverkningar, förändringar i blodtrycket, förgiftningar, droger, normalt åldrande, migrän eller en stor mängd andra möjliga orsaker.

## Avhjälpande
Eftersom yrsel kan ha så många olika orsaker, ibland till och med ha fler än en orsak, är det viktigt att uppnå en säker diagnos innan en riktad behandling påbörjas.
I Sverige finns kunskap om yrsel och balansstörningar framförallt hos läkare som är specialister i hörsel- och balansrubbningar, läkare som är specialister i öron-näsa-hals-sjukdomar och specialistläkare i neurologiska sjukdomar.